# Skjult
Skjult (tytuł międzynar. Hidden) – norweski film fabularny z 2009 roku, hybryda horroru i psychologicznego dreszczowca oraz podgatunku slasher i nurtu rape and revenge.

## Opis fabuły
Bohater filmu, Kai Koss, powraca do rodzinnego domu, z którego uciekł dziewiętnaście lat temu. Koszmarne wspomnienia, związane z ową posiadłością, powracają.

## Produkcja
Film kręcono w okresie od 11 sierpnia do 19 września 2008 roku w norweskiej miejscowości Bergen. Jego produkcją zajęło się studio Alligator Film. Szacowany budżet wynosił 12,6 mln koron norweskich.